# Żarmachan Tujakbaj
Żarmachan Ajtbajuły Tujakbaj (kaz. Жармахан Айтбайұлы Тұяқбай, ur. 22 listopada 1947 we wsi Nowostrojka koło Szymkentu) – kazachski prawnik i polityk.

## Życiorys
W 1971 ukończył studia na Wydziale Prawa Kazachskiego Uniwersytetu Państwowego. Po ukończeniu studiów pracował jako prokurator w Wydziale Śledczym Prokuratury Obwodowej w Szymkencie. W 1981 został mianowany zastępcą prokuratora generalnego Kazachskiej SRR. W następstwie rozruchów na tle narodowościowym, do których doszło grudniu 1986 przeprowadzono wiele zmian personalnych na kierowniczych stanowiskach w najwyższych urzędach Kazachstanu. W ich wyniku Tujakbaj stracił funkcję zastępcy prokuratora generalnego i został przesunięty na stanowisko szefa Prokuratury Obwodowej w Aktau, a w 1988 szefa Prokuratury Obwodowej w Atyrau.
W 1990 został awansowany na stanowisko prokuratora generalnego Kazachstanu, które zajmował także po uzyskaniu przez państwo niepodległości. W 1995 został przewodniczącym Państwowego Komitetu Śledczego. Od 1997 pełnił funkcję naczelnego prokuratora wojskowego.
W 1999 został wybrany deputowanym do Mażlisu (izby niższej parlamentu) z okręgu saryagaszskiego. 1 grudnia 1999 wybrano go na przewodniczącego Mażlisu. Przez wiele lat współpracował z prezydentem Kazachstanu Nursułtanem Nazarbajewem. Działał w partii Otan, stanowiącej polityczne zaplecze prezydenta. Na początku 2004 został jej wiceprzewodniczącym. Po wyborach parlamentarnych we wrześniu 2004 zerwał współpracę z Nazarbajewem, zarzucając mu manipulowanie wynikami wyborów. Od tego czasu działa w opozycji antyprezydenckiej i krytykuje autorytarne metody sprawowania władzy przez Nazarbajewa oraz rosnącą korupcję.
W listopadzie 2004 stanął na czele Rady Koordynacyjnej Demokratycznych Sił Kazachstanu zrzeszających część ugrupowań opozycyjnych. W marcu 2005 został wybrany przewodniczącym Ruchu na rzecz Sprawiedliwego Kazachstanu. Był najpoważniejszym spośród kandydatów opozycyjnych w wyborach prezydenckich, które odbyły się 4 grudnia 2005. Z uwagi na dużą popularność, jaką cieszy się Nazarbajew oraz na możliwość dokonywania fałszerstw wyborczych jego szanse na zwycięstwo były praktycznie żadne. Ostatecznie udało mu się uzyskać 6,6% głosów. Po ogłoszeniu wyników zapowiedział, że opozycja będzie starać się wyjaśnić przypadki fałszerstw wyborczych na drodze prawnej i nie wyprowadzi ludzi na ulicę.
10 września 2006 ogłosił powstanie swojej własnej partii – Ogólnonarodowej Partii Socjaldemokratycznej, która została zarejestrowana 25 stycznia 2007.
Jest profesorem prawa Euroazjatyckiego Uniwersytetu Państwowego im. Lwa Gumilowa w Astanie. Opublikował wiele prac na temat reformy systemu prawnego. Wywodzi się ze starszego żuzu.

## Odznaczenia
- Order „Lampart” II klasy (2001)[1]